# Rittersberg 14
Das Barockgebäude am Rittersberg 14 ist einer der ältesten erhaltenen Profanbauten der Stadt Kaiserslautern. Es steht als Einzeldenkmal unter Denkmalschutz.

## Geschichte
Die Straße Rittersberg ist eine bis mindestens in das Hochmittelalter zurückreichende Straße, die sich ursprünglich entlang der Stadtmauer zog. Der Name der Straße ist ein Hinweis auf die hier ehemals stehenden Wohnhäuser der Dienstmannschaften der nahen Kaiserpfalz. In der Barockzeit verliefen hier die Schlossgasse, die Kirchgasse und die Schulgasse. Ende des 19. Jahrhunderts wurden die Straßen zur Ritterstraße zusammengefasst, später dann in Rittersberg umbenannt. Von der historischen Bebauung ist wenig geblieben. Anhand von Gebäudekellern lässt sich die mittelalterliche Baustruktur bis heute aber nachvollziehen.
Auch das Haus am Rittersberg 14 wurde auf einem wesentlich älteren Gewölbekeller aus der Zeit um 1470 errichtet. Im Keller ist noch ein Torbogen mit einem gotischen Steinmetzzeichen erhalten. Das heutige Gebäude wurde 1620 im Renaissancestil unter Einbeziehung älterer Gebäudeteile errichtet und 1770 von Anton Sauer im Stil des Barock modernisiert. Die Fassade des Gebäudes erhielt in dieser Zeit ihr charakteristisches Aussehen. Gegen 1820 wurde das Gebäude von dem Kohlen- und Baustoffhändler Valentin Karsch unter Einbeziehung eines älteren Nachbargebäudes um zwei Achsen erweitert. 1845/46 renovierte man den Bau umfassend und erweiterte ihn abermals nach Norden um eine Achse. 1926 wurde das Gebäude als Kulturdenkmal unter Schutz gestellt. Seit 1986 wird dort ein Restaurant betrieben.

## Architektur
Der zweigeschossige Putzbau mit Walmdach ist hakenförmig angelegt. Zur kürzeren Straßenseite besitzt das Gebäude sechs leicht asymmetrisch angelegte Fensterachsen, die noch klar die Erweiterung im 19. Jahrhundert erkennen lassen. Der Haupteingang auf der Ostseite  wird über eine doppelläufige Freitreppe betreten, die zu einem Barockportal mit Gewände führt. Im Scheitelstein findet sich die Inschrift A S 1770. Die aufwendig gestaltete Tür ist im Louis-seize-Stil gehalten. Acht Achsen bestimmen auf der Hofseite die Fassade. Einfache Barockgewände rahmen hier die hochrechteckigen Fenster mit Läden. Der Bau wurde über einem schmalen Sockel errichtet. Das massive Erdgeschoss ist als Hochparterre angelegt, das obere Stockwerk wurde in Fachwerkbauweise errichtet.